# Hautecour (Jura)
Hautecour é uma comuna francesa na região administrativa de Borgonha-Franco-Condado, no departamento de Jura. Estende-se por uma área de 5,19 km². Em 2010 a comuna tinha 198 habitantes (densidade: 38,2 hab./km²).